# Беларуская думка (газета)
«Беларуская думка»  — газета демократичного спрямування. Видавалася з 28 квітня до 27 липня 1919 в Вільнюсі білоруською мовою. Виходила 3 рази на тиждень. Редактори I. Войцехович, В. Знамяровський, Е. Підгайський. 
У газеті працювали представники радикальної інтелігенції, переважно соціалістичної орієнтації. Мала рубрики «Білорусь» (з місць), «Останні новини», «3 газет», «У Вільнюсі» та ін.  Послідовно виступала за цілісність і неподільність Білорусі, викривала анексійні плани правих сил Польщі, польських націонал-демократів, закликала до об'єднання всі демократичні елементи краю без різниці віросповідання й національності, піднімала злободенні питання життя різних верств і груп населення (інтелігенції, службовців, біженців та ін.  ). 
Широко висвітлювала події в Білорусі, в т. ч.  роботу Білоруського з'їзду Віленщини і Гродненщини, конференції Білоруської партії соціалістів-революціонерів Гродненщини, вчительського з'їзду, проблеми білоруської школи, питання організації армії для захисту республіки, опублікувала меморандум уряду Білоруської Народної Республіки до голови мирної конференції в Парижі. Друкувала матеріали з історії Білорусі та її громадської думки (автори Є. Лесик, Т. Гриб під псевд. Т.  Глеба), актуальних проблем політики (статті  «Перед новою війною», «Політичні перспективи та Білорусь», «Що нам дасть мир з Німеччиною?»); на конкретних фактах окупаційної дійсності аналізувала польсько-білоруські відносини ( Р. Зямкевіч під псевд.  Юрій Олелькович, Роман Суниця), радикально ставилася до земельного питання («Земельна реформа в Польщі», «У справі земельної реформи»). 
Газета розміщувала на своїх сторінках твори Я. Купали, Я. Коласа , М. Горецького, Старого Уласа, М. Орла, I. Нялепки, 3. Вехаця, 3. Бедулі, замітки А. Гурла, К. Лукашевича, переклади білоруською мовою творів Е. Ожешко, Пружанського, публікації на науково-популярні, загальноосвітні, кооперативні теми. Ряд матеріалів підписаний псевд. Совка Боровий, Тройнат, Свій, Янучонак, криптоніми «Е. Б.», «К.»,«Л. Б.»,«А. С-ва » та інші, які не розшифровано. Газета дає яскраве уявлення про соціальне, політичне і суспільне становище в Білорусі навесні-влітку 1919. 
Вийшло 56 номерів.  Закрита польською окупаційною адміністрацією. 